# Женска фудбалска репрезентација Србије до 19 година
Женска фудбалска репрезентација Србије до 19 година (други назив: Омладинска женска репрезентације Србије) је национална фудбалска репрезентација Србије испод 19 година и под контролом је Фудбалског савеза Србије.

## Тренутни тим
Следећe играчиce су именованe у тиму за 2012 УЕФА женско првенство У-19 у јулу 2012. године.
| 1  | Г | Невена Стојаковић    | 18. март 1995.      |   |   | Машинац             |  |  |
| 12 | Г | Катарина Војиновић   | 18. мај 1995.       |   |   | Леминд Лавице Орион |  |  |
|    |   |                      |                     |   |   |                     |  |  |
| 2  | О | Јасна Ђорђевић       | 24. мај 1993.       |   |   | Машинац             |  |  |
| 3  | О | Тијана Крстић        | 1. април 1995.      |   |   |                     |  |  |
| 5  | О | Ивана Бобић          | 13. јул 1993.       |   |   |                     |  |  |
| 6  | О | Миљана Смиљковић     | 8. август 1994.     |   |   |                     |  |  |
| 13 | О | Ивана Дамјановић     | 16. април 1994.     |   |   |                     |  |  |
| 15 | О | Ана Лилић            | 28. септембар 1993. |   |   | Машинац             |  |  |
|    |   |                      |                     |   |   |                     |  |  |
| 4  | С | Александра Савановић | 30. август 1994.    |   |   | Спартак             |  |  |
| 7  | С | Јелена Чанковић      | 13. август 1995.    |   |   | Спартак             |  |  |
| 8  | С | Марија Илић          | 3. јун 1993.        |   |   | Спартак             |  |  |
| 10 | С | Невена Дамјановић    | 12. април 1993.     |   |   | Спартак             |  |  |
| 14 | С | Ана Попов            | 4. април 1994.      |   |   | ЛАСК Црвена звезда  |  |  |
| 16 | С | Андријана Тришић     | 2. септембар 1994.  | 2 | 2 | Машинац             |  |  |
|    |   |                      |                     |   |   |                     |  |  |
| 9  | Н | Андријана Пешић      | 18. септембар 1994. |   |   | ЛАСК Црвена звезда  |  |  |
| 11 | Н | Јелена Чубрило       | 9. јануар 1994.     |   |   | Спартак             |  |  |
| 17 | Н | Мима Станковић       | 26. јун 1994.       |   |   | Машинац             |  |  |
| 18 | Н | Јована Дамњановић    | 24. новембар 1994.  |   |   | ЛАСК Црвена звезда  |  |  |

## Конкурентски запис
| Година       | Резултат                 | GP                       | W                        | D*                       | L                        | GS                       | GA                       |
| ------------ | ------------------------ | ------------------------ | ------------------------ | ------------------------ | ------------------------ | ------------------------ | ------------------------ |
| 1998 to 2011 | Није се квалификовала    | Није се квалификовала    | Није се квалификовала    | Није се квалификовала    | Није се квалификовала    | Није се квалификовала    | Није се квалификовала    |
| 2012         | Групна фаза              | 3                        | 0                        | 1                        | 2                        | 1                        | 8                        |
| 2013         | Није се квалификовала    | Није се квалификовала    | Није се квалификовала    | Није се квалификовала    | Није се квалификовала    | Није се квалификовала    | Није се квалификовала    |
| 2014         | Није се квалификовала    | Није се квалификовала    | Није се квалификовала    | Није се квалификовала    | Није се квалификовала    | Није се квалификовала    | Није се квалификовала    |
| 2015         | Није се квалификовала    | Није се квалификовала    | Није се квалификовала    | Није се квалификовала    | Није се квалификовала    | Није се квалификовала    | Није се квалификовала    |
| 2016         | Није се квалификовала    | Није се квалификовала    | Није се квалификовала    | Није се квалификовала    | Није се квалификовала    | Није се квалификовала    | Није се квалификовала    |
| 2017         | Није се квалификовала    | Није се квалификовала    | Није се квалификовала    | Није се квалификовала    | Није се квалификовала    | Није се квалификовала    | Није се квалификовала    |
| 2018         | Није се квалификовала    | Није се квалификовала    | Није се квалификовала    | Није се квалификовала    | Није се квалификовала    | Није се квалификовала    | Није се квалификовала    |
| 2019         | Није се квалификовала    | Није се квалификовала    | Није се квалификовала    | Није се квалификовала    | Није се квалификовала    | Није се квалификовала    | Није се квалификовала    |
| 2020         | Конкуренција је отказана | Конкуренција је отказана | Конкуренција је отказана | Конкуренција је отказана | Конкуренција је отказана | Конкуренција је отказана | Конкуренција је отказана |
| Укупно       | 1/19                     | 3                        | 0                        | 1                        | 2                        | 1                        | 8                        |